# 유한기하학

4개의 "점"과 6개의 "선"을 포함하는 2차 유한 아핀 평면이다. 같은 색의 선은 "평행"이다. 그림의 중심은 이 아핀 평면의 "점"이 아니므로 두 개의 녹색 "선"이 "교차"하지 않는다.

유한기하학(Finite geometry)은 유한한 수의 점만을 갖는 기하학 시스템이다. 유클리드 기하학은 유한하지 않다. 왜냐하면 유클리드 선은 무한히 많은 점을 포함하기 때문이다. 픽셀이 점으로 간주되는 컴퓨터 화면에 표시되는 그래픽을 기반으로 하는 기하학은 유한기하학이다. 유한 기하학이라고 부를 수 있는 시스템이 많이 있지만, 규칙성과 단순성 때문에 유한 투영 공간과 아핀 공간에 주로 관심이 쏠린다. 유한기하학의 다른 중요한 유형으로는 벤츠 평면이라고 불리는 일반적인 유형의 예인 유한 뫼비우스(Möbius) 또는 역전 평면 및 라게르 평면과 더 높은 유한 역전 기하학과 같은 고차원 유사체가 있다.
유한 기하학은 유한 필드 위의 벡터 공간에서 시작하여 선형 대수학을 통해 구성될 수 있다. 이렇게 구성된 아핀 평면과 투영 평면을 갈루아 기하학이라고 한다. 유한 기하학은 순수하게 공리적으로 정의될 수도 있다. 가장 일반적인 유한 기하학은 갈루아 기하학이다. 왜냐하면 3차원 이상의 모든 유한 투영 공간은 유한 필드 위의 투영 공간과 동형이기 때문이다(즉, 유한 필드 위의 벡터 공간의 투영). 그러나 차원 2에는 갈루아 기하학과 동형이 아닌 아핀 및 투영 평면, 즉 비데자르게 평면이 있다. 다른 종류의 유한 형상에도 비슷한 결과가 나타난다.

## 같이 보기
- 블록 설계
- 이산 공간
- 일반화 다각형